# عريضاوات الأجنحة
عريضاوات الأجنحة (الاسم العلمي: Eurypterina)،هي واحدة من رُتيبتين من عريضات الأجنحة، وهي مجموعة منقرضة من مفصليات الأرجل المخلبية المعروفة باسم "عقارب البحر". تُعرف Eurypterine eurypterids أحيانًا بشكل غير رسمي باسم "عريضات الأجنحة السباحة". وهي معروفة من الرواسب الأحفورية في جميع أنحاء العالم، على الرغم من أنها في المقام الأول في توجد أمريكا الشمالية وأوروبا.